# Mariano Castellote Targa
Mariano Castellote Targa (El Villar, Serrans, 1858 -) fou un activista anarcosindicalista valencià establert a Barcelona.

## Biografia
Treballà com a paleta i va participar activament en totes les agitacions obreres de Barcelona entre 1890 i 1910. El 1890 va aplegar un grapat de manobres a la plaça de toros de les Arenes demanant la jornada de vuit hores. El 1901 era membre del consell directiu de la Federació Regional de Societats de Resistència de la Regió Espanyola (fundada a Madrid l'octubre de 1900), i en aquesta condició fou detingut per participar en la vaga de tramviaires de Barcelona d'aquell any, i confinat a la bodega del vaixell El Pelayo. També col·laborà al periòdic La Huelga General (1901-1903), fundat per Francesc Ferrer i Guàrdia.
El setembre de 1902 fou detingut novament per participar en l'organització dels paletes per a la vaga general de 1902 a Barcelona. Fou destacat orador en el IV Congrés de la FRSO a Sevilla en 1904, participà en la fundació del Centro de Estudios Sociales. El 1907 representà el Sindicat de Paletes i el grup anarquista 4 de mayo (editor del periòdic Tierra y Libertad) en una reunió semiclandestina en que s'acordà l'ingrés a la Solidaritat Obrera.
El juliol de 1909 fou un dels organitzadors del míting de Terrassa amb Antoni Fabra i Ribas i Josep Prat contra la guerra del Marroc. En la vaga general que va donar lloc a la Setmana Tràgica de juliol de 1909 fou actiu a la Rambla de Barcelona, però fou detingut acusat d'exhortar a la vaga general i incitar a atacar la policia. Fou jutjat per la jurisdicció civil i no es pogué demostrar la seva implicació directa en els fets de la Setmana Tràgica.